# もろびと手をとり
『もろびと手をとり』（もろびとてをとり、ドイツ語: Seid umschlungen, Millionen）作品443は、ヨハン・シュトラウス2世が親友であるブラームスに献呈するために作曲を始め、1892年3月27日に初演したウィンナ・ワルツ。『皇帝円舞曲』を別格として、晩年作品の中では人気の高い曲で、冒頭とエンディングの強い耽美性が特徴である。

## 楽曲解説

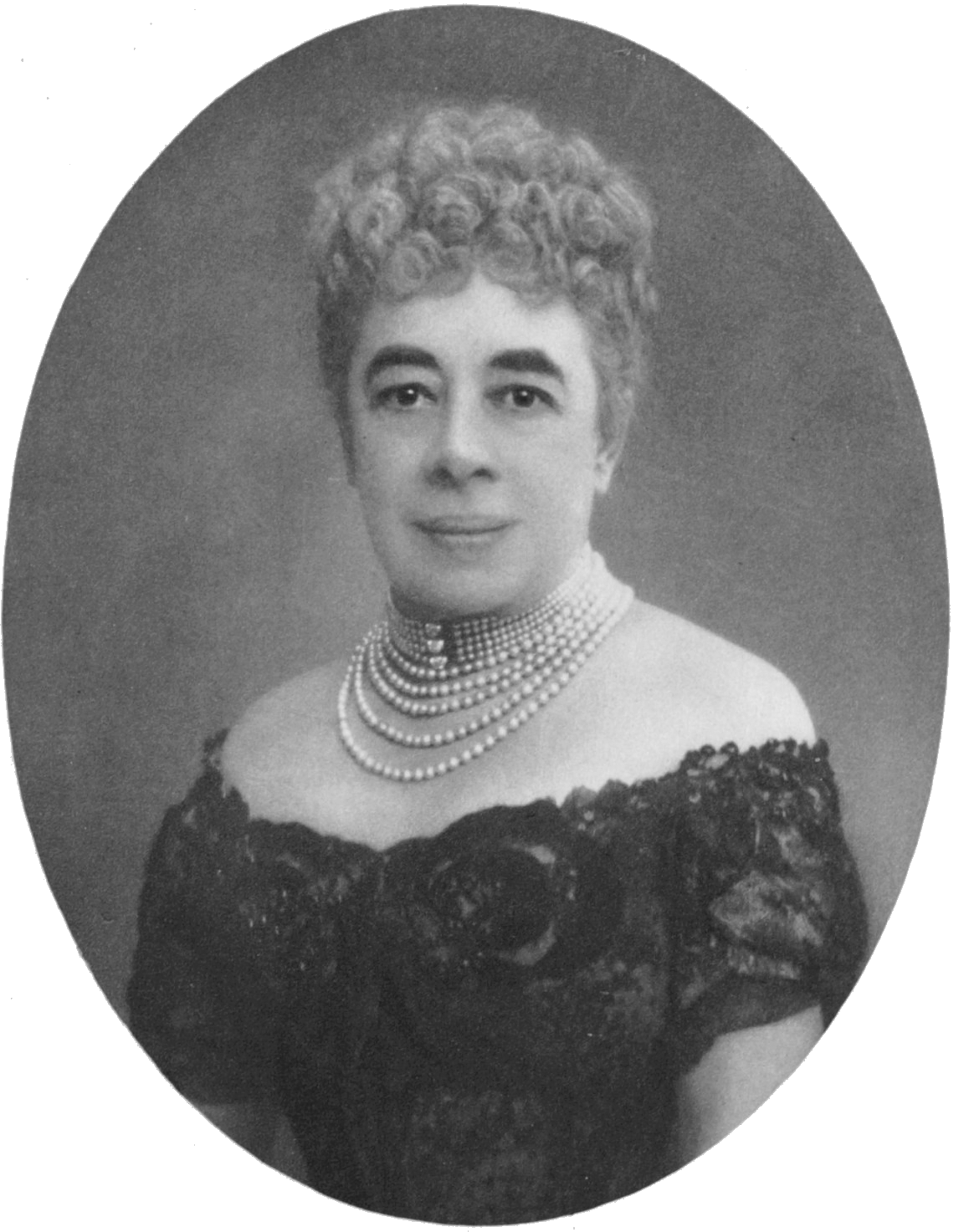
メッテルニヒ侯爵夫人（1904年）

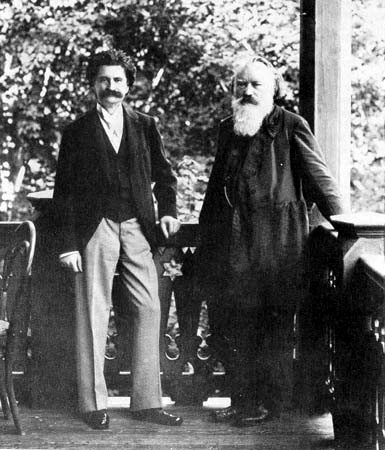
ブラームスと記念写真に収まるシュトラウス2世（1894年）

1892年5月7日から10月9日まで、プラーター公園においてウィーン国際音楽演劇博覧会が開催されることとなった。シュトラウス2世は博覧会の発案人であるメッテルニヒ侯爵夫人に頼まれ、博覧会の開幕式で演奏するためのワルツを作曲することになった。楽譜出版社「ジムロック」は、2月14日付の『新自由新聞』の紙面に次のような記事を掲載した。
『もろびと手をとり』というタトルは、フリードリヒ・フォン・シラーの有名な詩『歓喜の歌』の一節に由来するものである。
実のところ、シュトラウス2世は博覧会に対する興味を持ち合わせておらず、この博覧会用ワルツの作曲にはあまり乗り気ではなかった。しかし、メッテルニヒ侯爵夫人は博覧会用の新作ワルツのみにとどまらず、さらに博覧会のための新作バレエ『ドナウの水の精』をシュトラウス2世に依頼しようとした。3月5日、シュトラウス2世はジムロック社に次の書簡を送っている。
上記の書簡にあるように、新しいワルツを一から作曲する余裕は当時のシュトラウス2世にはなかった。結局シュトラウス2世は、ジムロック社を紹介してくれた親友のブラームスにいつか献呈しようと考えていた書きかけのワルツを使って『もろびと手をとり』を完成させた。このような経緯によって、ジムロック社から出版された初版譜の表紙には、献呈者として「ブラームス」と「国際音楽演劇博覧会」の名が併記されている。
1892年3月27日、シュトラウス2世はメッテルニヒ侯爵夫人に無断で、博覧会のための作品であるはずのこのワルツを、シーズン最後のシュトラウス・コンサートにおいて初演してしまった（この演奏会には、もうひとりの献呈者であるブラームスが出席した）。これによって1867年のパリ万国博覧会以来のシュトラウス2世とメッテルニヒ侯爵夫人の関係には大きな亀裂が入ってしまい、このワルツは博覧会の開幕式では演奏されなかった。3月27日の初演後、シュトラウス楽団は3月末から9月まで演奏旅行に出かけてしまった。このワルツがエドゥアルト・シュトラウス1世の指揮するシュトラウス楽団によって博覧会の会場で初めて演奏されたのは、当初の予定から遅れに遅れて9月13日となった。